# Rémi Mulumba
Pour les articles homonymes, voir Mulumba.
Rémi Mulumba, né le 2 novembre 1992 à Abbeville (France), est un footballeur international congolais, qui évolue au poste de milieu défensif au Bandırmaspor.

## Biographie

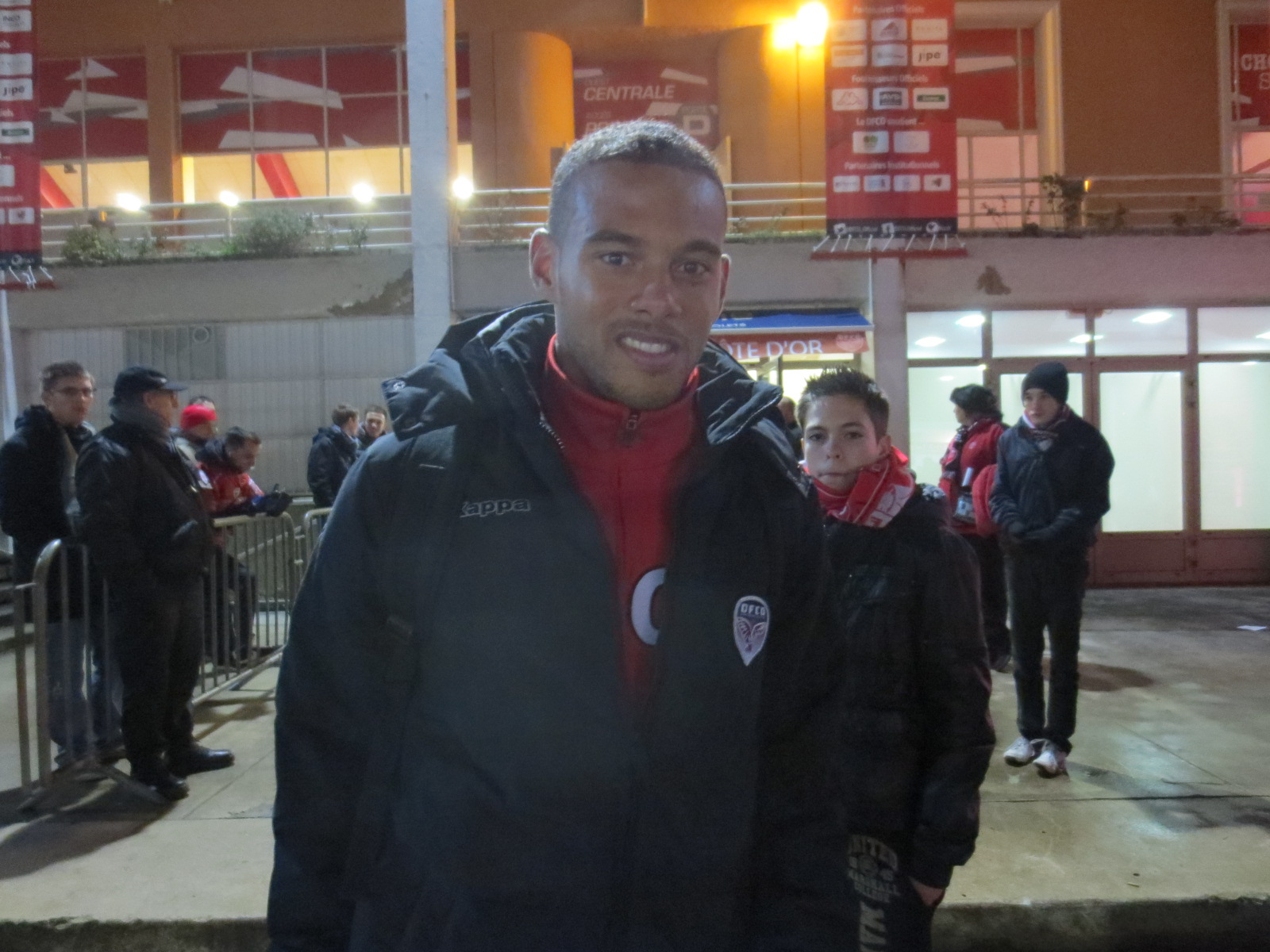
Mulumba en 2013

Mulumba commence sa carrière au SC Abbeville. En août 2006, il intègre la sélection des 14 ans de la Ligue de Picardie, aux côtés des futurs pros Florian Pinteaux et Birama Touré. Il rejoint l'Amiens SC en 2008. En 2010, il rejoint le FC Lorient.
Après deux prêts successifs à Dijon, il est de nouveau prêté, cette fois à Auxerre pour la saison 2014-2015. Il marque son premier but pour les bourguignons lors de la 9e journée face à l'AC Arles-Avignon (victoire 2-1).
Il décide de jouer pour la République démocratique du Congo et accepte une convocation en août 2015 pour disputer un match face à la République centrafricaine comptant pour la deuxième journée des qualifications à la CAN 2017. Il ne peut finalement pas être aligné ce jour-là à cause de problèmes administratifs, mais honore sa première sélection face au Nigeria le 8 octobre 2015.
Le 14 juin 2016, il s'engage pour deux saisons avec le Gazélec Ajaccio.
Il participe à sa première Coupe d'Afrique des nations au Gabon de janvier a février 2017.

## Statistiques
| Saison                | Club                          | Championnat           | Championnat | Championnat | Coupe nationale | Coupe nationale | Coupe de la Ligue | Coupe de la Ligue | RD Congo | RD Congo | Total | Total |
| Saison                | Club                          | Division              | M.          | B.          | M.              | B.              | M.                | B.                | M.       | B.       | M.    | B.    |
| 2009-2010             | Amiens SC                     | National              | 3           | 0           | -               | -               | -                 | -                 | -        | -        | 3     | 0     |
| 2010-2011             | FC Lorient                    | Ligue 1               | 1           | 0           | 2               | 0               | -                 | -                 | -        | -        | 3     | 0     |
| 2011-2012             | FC Lorient                    | Ligue 1               | 8           | 0           | 1               | 0               | 2                 | 0                 | -        | -        | 11    | 0     |
| 2012-2013             | FC Lorient                    | Ligue 1               | 2           | 0           | 1               | 0               | 1                 | 0                 | -        | -        | 4     | 0     |
| 2012-2013             | Dijon FCO (prêt)              | Ligue 2               | 14          | 0           | -               | -               | -                 | -                 | -        | -        | 14    | 0     |
| 2013-2014             | Dijon FCO (prêt)              | Ligue 2               | 18          | 0           | 3               | 2               | -                 | -                 | -        | -        | 21    | 2     |
| 2014-2015             | AJ Auxerre (prêt)             | Ligue 2               | 29          | 2           | 8               | 0               | -                 | -                 | -        | -        | 37    | 2     |
| 2015-2016             | FC Lorient                    | Ligue 1               | 6           | 0           | 2               | 0               | 3                 | 0                 | 2        | 0        | 13    | 0     |
| 2016-2017             | GFC Ajaccio                   | Ligue 2               | 26          | 1           | 1               | 0               | -                 | -                 | 8        | 0        | 35    | 1     |
| 2017-2018             | GFC Ajaccio                   | Ligue 2               | 12          | 0           | -               | -               | -                 | -                 | 1        | 0        | 13    | 0     |
| 2017-2018             | KAS Eupen                     | Division 1A           | 7           | 0           | 5               | 0               | -                 | -                 | 1        | 0        | 13    | 0     |
| 2018-2019             | KAS Eupen                     | Division 1A           | 12          | 0           | 8               | 1               | -                 | -                 | 1        | 0        | 21    | 1     |
| 2019-2020             | La Berrichonne de Châteauroux | Ligue 2               | 1           | 0           | 1               | 0               | -                 | -                 | 1        | 0        | 3     | 0     |
| 2020-2021             | La Berrichonne de Châteauroux | Ligue 2               | 3           | 1           | 1               | 0               | -                 | -                 | 1        | 0        | 5     | 1     |
| 2021-2022             | Bandırmaspor                  | 1. Lig                | 9           | 1           | -               | -               | -                 | -                 | 1        | 0        | 10    | 1     |
| Total sur la carrière | Total sur la carrière         | Total sur la carrière | 151         | 5           | 33              | 3               | 6                 | 0                 | 11       | 0        | 201   | 8     |

Il possède également un parcours en Equipe de France Jeunes pour 17 matchs joués et 1 but marqué :
- U20 : 8 matchs / 1 but
- U19 : 7 matchs
- U18 : 2 matchs

## Palmarès
AJ Auxerre
- Finaliste de la Coupe de France en 2015.